# Shichi-Go-San

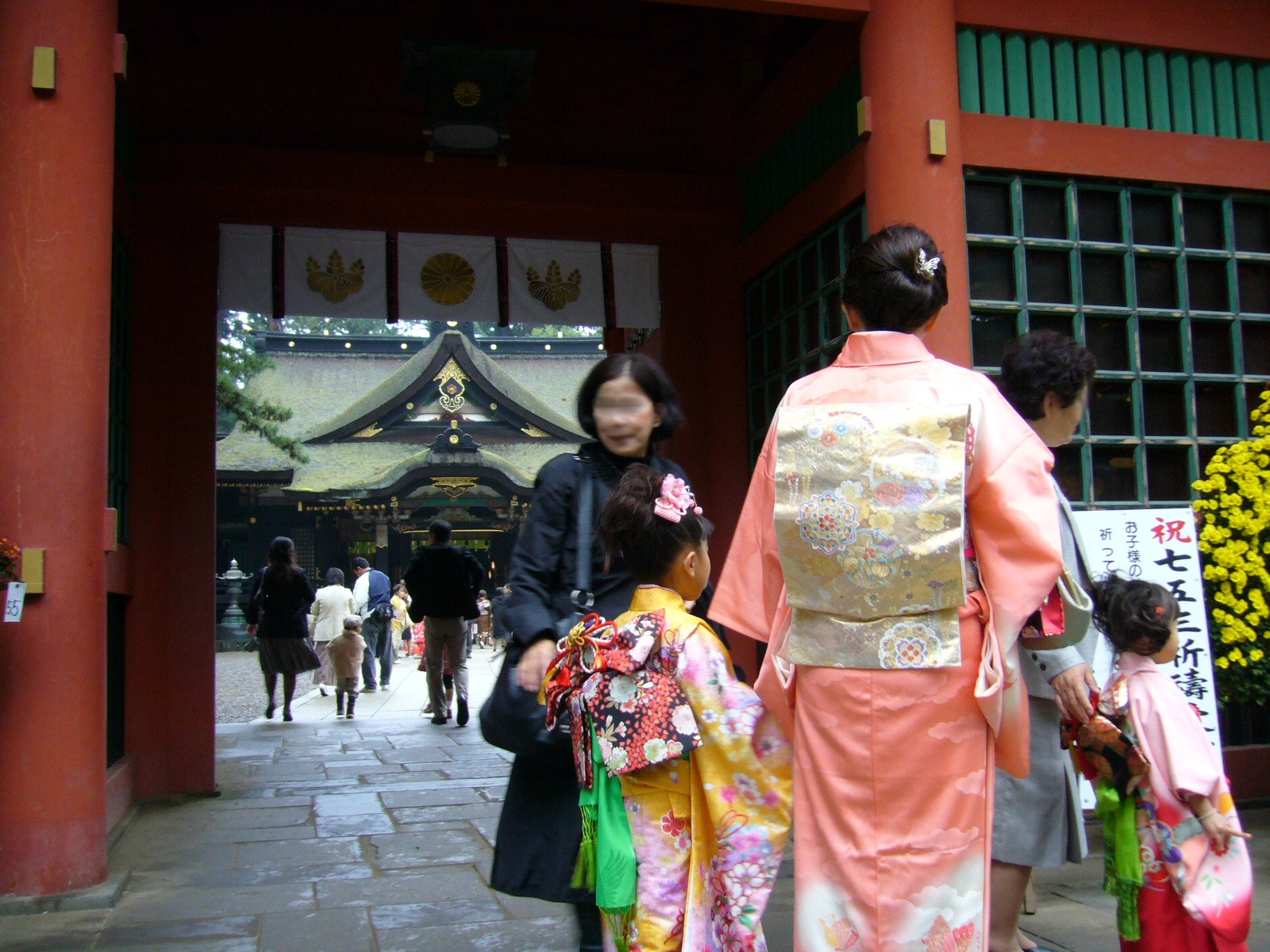
Bezoek aan een jinja tijdens Shichi-Go-San

Shichi-Go-San (七五三, letterlijk vertaald "zeven-vijf-drie") is een traditioneel festival en rite de passage in Japan voor drie en zeven jaar oude meisjes, en vijf jaar oude jongens (ook in sommige families drie jaar oude jongens) Het feest wordt officieel gehouden op 15 november. Het is echter geen nationale feestdag, waardoor men er niet vrij voor krijgt van werk of school. Daarom wordt het feest indien 15 november op een doordeweekse dag valt vaak uitgesteld naar het aangrenzende weekeinde.

## Oorsprong
Shichi-Go-San dateert voor zover bekend uit de Heianperiode, waarin edelen vierden dat hun kinderen een bepaalde leeftijd hadden bereikt. De leeftijden van drie, vijf en zeven jaar komen overeen met Japanse numerologie, waarin oneven getallen als geluksbrengers gelden. De datum van de 15e van de maand werd ingevoerd tijdens de Kamakuraperiode.
In de loop der tijd werd de traditie overgenomen door de samoeraiklasse, die er een aantal rituelen aan toevoegden. Zo moesten kinderen tot hun derde altijd een kaalgeschoren hoofd hebben, maar mochten na hun derde verjaardag hun haar laten groeien. Jongens mochten vanaf hun vijfde verjaardag voor het eerste een hakama dragen. Meisjes mochten vanaf hun zevende verjaardag de simpele koorden van hun kimono vervangen door de traditionele obi.
Rond de Meijiperiode werd de traditie ook bij het gewone volk steeds meer toegepast. Bovendien werd toen het vandaag de dag nog steeds gebruikelijke ritueel ingevoerd om een jinja (Shintō-tempel) te bezoeken om daar de kwade geesten te verdrijven.

## Het festival vandaag de dag
Het ritueel betreffende het mogen laten groeien van haar is inmiddels afgeschaft, maar voor de rest verschilt het hedendaagse Shichi-Go-San niet veel van de variant die tijdens de Meijiperiode werd gevierd. Kinderen die deelnemen aan Shichi-Go-San worden nog altijd gekleed in kimono’s (voor velen hun eerste keer dat ze een kimono dragen), waarna een bezoek aan een jinja volgt. Meisjes van drie dragen naast hun kimono ook een hifu (een soort vest). Behalve de kimono doet ook steeds meer formele westerse kleding zijn intrede.
Shichi-Go-San is tevens een traditionele dag om foto’s te maken van de kinderen.

## Chitose Ame
Chitose Ame (千歳飴, letterlijk vertaald duizend jaar snoep) is een langgerekt, rood-wit snoepgoed, dat op Shichi-Go-San aan de kinderen gegeven wordt. Het snoep symboliseert een gezonde groei en een lang leven. Het snoep wordt gegeven in een zak met daarop de beeltenis van een kraanvogel en een schildpad. Het snoepgoed is zelf verpakt in dun, eetbaar rijstpapier.